# Александровский сельский совет (Магдалиновский район)
Александровский сельский совет (укр. Олександрівська сільська рада) — входит в состав
Магдалиновского района
Днепропетровской области
Украины.
Административный центр сельского совета находится в 
с. Александровка.

## Населённые пункты совета
- с. Александровка
- с. Запорожье
- с. Малоандреевка